# The Sniper (film)
The Sniper is een Amerikaanse film noir uit 1952 onder regie van Edward Dmytryk. Voor het schrijven van het verhaal hiervan werden Edna en Edward Anhalt genomineerd voor een Oscar.

## Verhaal
Eddie Miller wordt al zijn leven lang door vrouwen afgewezen. Hij begint aan een reeks moordaanslagen. De politie staat voor een raadsel, omdat de moorden schijnbaar lukraak worden gepleegd.

## Rolverdeling
| Acteur         | Personage         |
| -------------- | ----------------- |
| Adolphe Menjou | Frank Kafka       |
| Arthur Franz   | Eddie Miller      |
| Gerald Mohr    | Joe Ferris        |
| Marie Windsor  | Jean Darr         |
| Frank Faylen   | Anderson          |
| Richard Kiley  | Dr. James G. Kent |
| Mabel Paige    | Huisbazin         |
| Marlo Dwyer    | May Nelson        |